# Isaloides putus
Isaloides putus là một loài nhện trong họ Thomisidae.
Loài này thuộc chi Isaloides. Isaloides putus được Octavius Pickard-Cambridge miêu tả năm 1891.